# Crassula calcarea
Crassula calcarea (лат.) — вид суккулентных растений рода Толстянка (Crassula) семейства Толстянковые (Crassulaceae), естественно произрастающий на территории Капской провинции Южно-Африканской Республики.

## Ботаническое описание
Суккулентное растение, двулетнее или многолетнее, с гроздью очень коротких розеток высотой 1-3 см, которые могут достигать 20 см при цветении в культуре, но чаще остаются меньшими. Короткие стебли выходят из пазух листьев и основания растения. Листья расположены четырьмя рядами, яйцевидные, в начале плотно прижатые, но во время цветения раскрываются вверх. Они гладкие, с гидатодами вдоль края и на верхней поверхности, а также с шаровидными ресничками вдоль края.
Соцветие представляет собой тирс с 5 или 6 сидячими цветками в пазухах листьев вдоль стебля. Цветки коротко-трубчатые, длиной 2,5-3 мм. Чашечка простирается до половины длины цветка, при основании соединена, доли ланцетные, острые, без ресничек. Лепестки белые, у основания бледно-зеленые, прямостоячие, продолговатые, в зрелом состоянии раскрываются в верхней половине, но срастаются у основания, с вогнутой вершиной. Чешуйки продолговатые, цельнокрайние, клиновидные, оранжево-коричневые. Плодолистики грушевидные, столбика нет, рыльце крупное.
Подобна Crassula quadrifaria, однако отличается невысокими размерами, не превышающими 20 см в высоту в период цветения.

## Таксономия
Crassula calcarea N.H.G.Jacobsen, первое упоминание в Aloe 51: 39 (2014).